# UTC-02:30

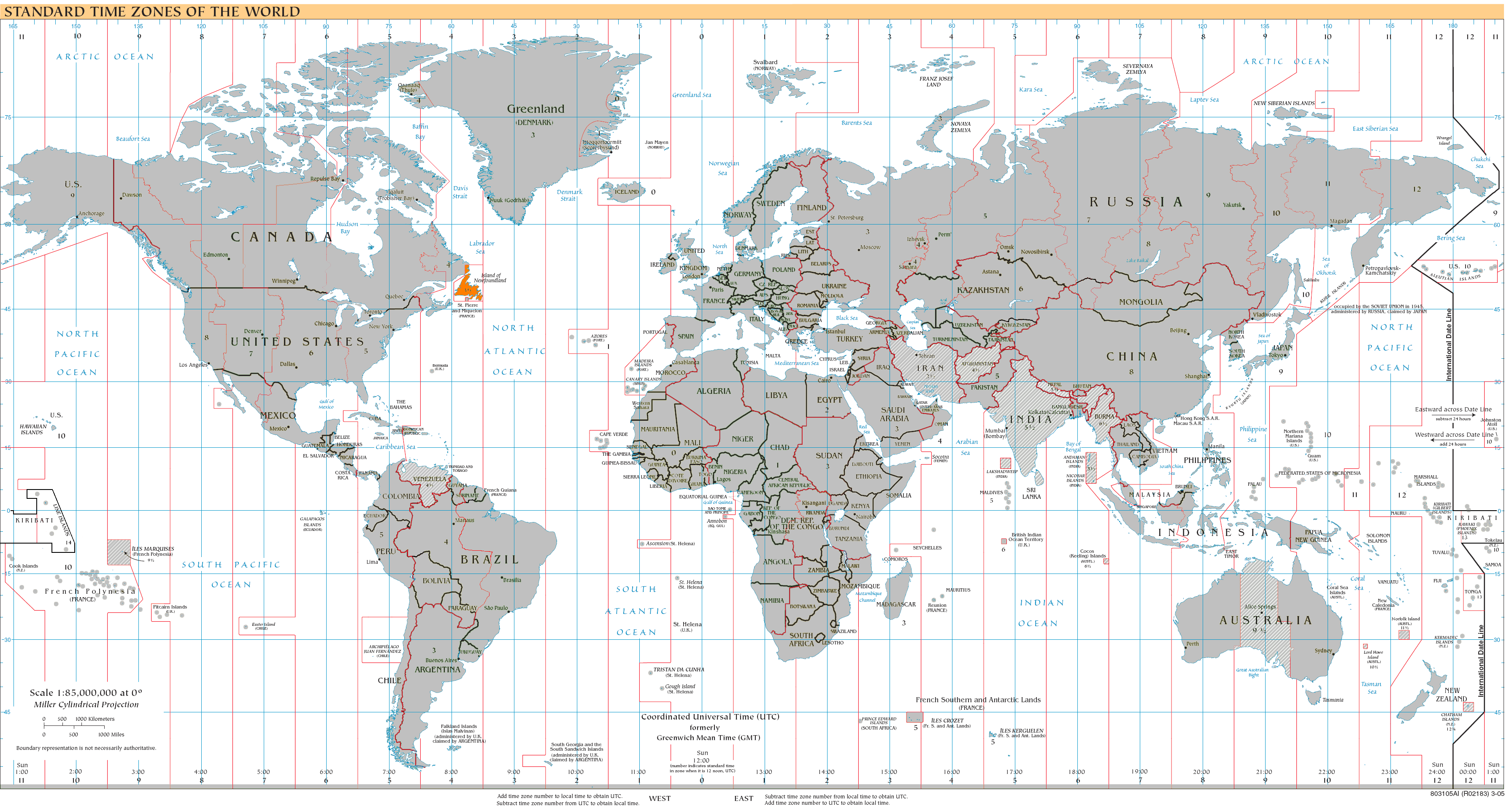
Mapas de zonas horarias mundiales (grisadas)

UTC-02:30 es el vigésimo octavo huso horario del planeta cuya ubicación geográfica se encuentra en el meridiano 37.5 oeste. Aquellos países que se rigen por este huso horario se encuentran 2 horas y 30 minutos por detrás del meridiano de Greenwich.

## Hemisferio norte

### Países que se rigen por UTC-02:30 en Horario de Verano
| Abreviatura | Nombre Completo                                          | País                                       |
| ----------- | -------------------------------------------------------- | ------------------------------------------ |
| NDT         | Hora de Verano de Terranova (Newfoundland Daylight Time) | Canadá - Terranova y Labrador (parte este) |